# Lara Gut-Behrami
Lara Gut-Behrami (nacida Lara Gut, Sorengo, 27 de abril de 1991) es una deportista suiza que compite en esquí alpino; campeona olímpica en Pekín 2022 y dos veces campeona mundial.

## Trayectoria
Participó en tres Juegos Olímpicos de Invierno, obteniendo tres medallas, bronce en Sochi 2014, en la prueba de descenso, y dos en Pekín 2022, oro en supergigante y bronce en eslalon gigante, y el cuarto lugar en Pyeongchang 2018 (supergigante).
Ganó nueve medallas en el Campeonato Mundial de Esquí Alpino entre los años 2009 y 2025.
En la Copa del Mundo consiguió 48 victorias y 100 podios en total. Ganó la clasificación general de la Copa del Mundo en 2006 y 2024.
Fue nombrada «Deportista femenina del año» en su país en 2016, 2023 y 2024.

## Palmarés internacional
| Juegos Olímpicos   | Juegos Olímpicos                   | Juegos Olímpicos  | Juegos Olímpicos     |
| Año                | Lugar                              | Medalla           | Prueba               |
| ------------------ | ---------------------------------- | ----------------- | -------------------- |
| 2014               | Sochi (Rusia)                      | Medalla de bronce | Descenso             |
| 2022               | Pekín (China)                      | Medalla de oro    | Supergigante         |
| 2022               | Pekín (China)                      | Medalla de bronce | Eslalon gigante      |
| Campeonato Mundial |                                    |                   |                      |
| Año                | Lugar                              | Medalla           | Prueba               |
| 2009               | Val d’Isère (Francia)              | Medalla de plata  | Descenso             |
| 2009               | Val d’Isère (Francia)              | Medalla de plata  | Supercombinada       |
| 2013               | Schladming (Austria)               | Medalla de plata  | Supergigante         |
| 2015               | Vail/Beaver Creek (Estados Unidos) | Medalla de bronce | Descenso             |
| 2017               | Sankt Moritz (Suiza)               | Medalla de bronce | Supergigante         |
| 2021               | Cortina d'Ampezzo (Italia)         | Medalla de oro    | Eslalon gigante      |
| 2021               | Cortina d'Ampezzo (Italia)         | Medalla de oro    | Supergigante         |
| 2021               | Cortina d'Ampezzo (Italia)         | Medalla de bronce | Descenso             |
| 2025               | Saalbach (Austria)                 | Medalla de plata  | Combinada por equipo |